# One (álbum de Angela Aki)
One es el primer miniálbum indie lanzado al mercado japonés por Angela Aki el 9 de marzo de 2005. Está cantado en japonés mayormente, excepto "Warning", que está en inglés. 
Hubo dos singles para la radio, cada uno con su videoclip, para promocionarlo. La primera fue Rain, cuyo sencillo fue una versión en directo, y la segunda fue "We're all alone", que tuvo un videoclip estándar. Además, "Aisuru Mono" fue usada como canción para Hitachi DVD Cam Wooo CM.
La mitad del álbum eran versiones: "We're All Alone" de Boz Scaggs , "A Song For You" de Leon Russell y "Never Is A Promise" de Fiona Apple. Estas canciones eran versiones traducidas libres al japonés, es decir, sus letras no se correspondían a las originales.
Debutó en el número 2 de la lista de ventas HMV's indies charts, aunque al final del año alcanzó el número uno. La posición más alta que alcanzó en la lista de ventas de Oricon fue el número 231, antes de que apareciera el álbum Home, en la semana en la que éste se puso a la venta, "One" alcanzó el número 88.

## Lista de canciones
1. We're All Alone
2. Rain
3. A Song For You
4. Warning
5. Never Is A Promise
6. 愛するもの - Aisuru mono